# Instituto para la Estabilidad Financiera
El Instituto para la Estabilidad Financiera o Instituto de Estabilidad Financiera (del inglés Financial Stability Institute, abreviado FSI) es uno de los órganos que el Banco de Pagos Internacionales (BIS) acoge en su sede en Basilea. Establecido en 1999 por el BIS y el Comité de Basilea de Supervisión Bancaria, su función principal es la de mejorar la coordinación entre los reguladores bancarios nacionales a través de la celebración de seminarios y actúa como una cámara de compensación de información sobre prácticas regulatarias.
Fue establecido en respuesta a la crisis financiera asiática de 1997, como resultado de la percepción de debilidad en la coordinación entre los reguladores nacionales en materia de formación y comprensión general de los sistemas financieros. Como resultado, su trabajo se concentra en los reguladores de las naciones que no pertenecen al G-10 .

## Presidentes
- Josef Tosovský 1 de diciembre de 2000-31 de diciembre de 2016[2]
- Fernando Restoy 1 de enero de 2017-presente[3]

## Publicaciones
El FSI ha publicado 14 documentos ocasionales, de los cuales, dos han detallado las expectativas de los reguladores globales con respecto a la implementación de Basilea II en sus jurisdicciones. También publica anualmente las encuestas de implementación de los Acuerdos de Basilea en las distintas jurisdicciones.